# Castlevania (serial telewizyjny)
Castlevania – animowany amerykański serial fantasy dla dorosłych oparty na serii gier Castlevania. Swoją premierę miał na platformie Netflix 7 lipca 2017 roku.
22 odcinki serialu wyreżyserował Sam Deats (2017-2020), który wraz z Keithem Wahrerem odpowiadał również za montaż, 4 - Adam Deats (2018 - 2020) i 2 - Spencer Wan (2018). Za scenariusz odpowiada Warren Ellis. Muzykę skomponował Trevor Morris, zaś za produkcję odpowiadali: Larry Tanz, Fred Seibert, Kevin Kolde i Adi Shankar.

## Fabuła
Łowca wampirów, Trevor Belmont staje do walki z samym Drakulą, by ocalić miasto oblężone dowodzoną przez niego piekielną armią.

## Spis odcinków
| Sezon | Sezon | Odcinki | Data dostępu Vod (Netflix) | Data dostępu Vod (Netflix Polska) |
| ----- | ----- | ------- | -------------------------- | --------------------------------- |
|       | 1     | 4       | 7 lipca 2017               | 7 lipca 2017                      |
|       | 2     | 8       | 26 października 2018       | 26 października 2018              |
|       | 3     | 10      | 5 marca 2020               | 5 marca 2020                      |
|       | 4     | 10      | 13 maja 2021               | 13 maja 2021                      |

## Sezon 1 (2017)
| Nr | # | Tytuł       | Polski tytuł    | Reżyseria | Scenariusz   | Premiera /   |
| -- | - | ----------- | --------------- | --------- | ------------ | ------------ |
| 1  | 1 | Witchbottle | Atrybut wiedźmy | Sam Deats | Warren Ellis | 7 lipca 2017 |
| 2  | 2 | Necropolis  | Nekropolia      | Sam Deats | Warren Ellis | 7 lipca 2017 |
| 3  | 3 | Labyrinth   | Labirynt        | Sam Deats | Warren Ellis | 7 lipca 2017 |
| 4  | 4 | Monument    | Mesjasz         | Sam Deats | Warren Ellis | 7 lipca 2017 |

## Sezon 2 (2018)
| Nr | # | Tytuł          | Polski tytuł      | Reżyseria   | Scenariusz   | Premiera /           |
| -- | - | -------------- | ----------------- | ----------- | ------------ | -------------------- |
| 5  | 1 | War Council    | Rada wojenna      | Sam Deats   | Warren Ellis | 26 października 2018 |
| 6  | 2 | Old Homes      | Dawne domy        | Spencer Wan | Warren Ellis | 26 października 2018 |
| 7  | 3 | Shadow Battles | Walka w mroku     | Adam Deats  | Warren Ellis | 26 października 2018 |
| 8  | 4 | Broken Mast    | Złamany maszt     | Sam Deats   | Warren Ellis | 26 października 2018 |
| 9  | 5 | Last Spell     | Ostatnie zaklęcie | Sam Deats   | Warren Ellis | 26 października 2018 |
| 10 | 6 | The River      | Rzeka             | Spencer Wan | Warren Ellis | 26 października 2018 |
| 11 | 7 | For Love       | Z miłości         | Sam Deats   | Warren Ellis | 26 października 2018 |
| 12 | 8 | End Times      | Schyłek           | Adam Deats  | Warren Ellis | 26 października 2018 |

## Sezon 3 (2020)
| Nr | #  | Tytuł                                 | Polski tytuł                      | Reżyseria             | Scenariusz   | Premiera /   |
| -- | -- | ------------------------------------- | --------------------------------- | --------------------- | ------------ | ------------ |
| 13 | 1  | Bless Your Dead Little Hearts         | Błogosławione wasze zdechłe serca | Sam Deats             | Warren Ellis | 5 marca 2020 |
| 14 | 2  | The Reparation of My Heart            | Wyleczenie mego serca             | Sam Deats             | Warren Ellis | 5 marca 2020 |
| 15 | 3  | Investigators                         | Ruszamy na śledztwo               | Sam Deats             | Warren Ellis | 5 marca 2020 |
| 16 | 4  | I Have a Scheme                       | Mamy plan                         | Sam Deats             | Warren Ellis | 5 marca 2020 |
| 17 | 5  | A Seat of Civilisation and Refinement | Cywilizowane miasteczko           | Sam Deats             | Warren Ellis | 5 marca 2020 |
| 18 | 6  | The Good Dream                        | Przyjemne sny                     | Sam Deats, Adam Deats | Warren Ellis | 5 marca 2020 |
| 19 | 7  | Worse Things Than Betrayal            | Zarazy gorsze od zdrady           | Sam Deats             | Warren Ellis | 5 marca 2020 |
| 20 | 8  | What the Night Brings                 | Co przyniesie noc                 | Sam Deats             | Warren Ellis | 5 marca 2020 |
| 21 | 9  | The Harvest                           | Żniwa                             | Sam Deats, Adam Deats | Warren Ellis | 5 marca 2020 |
| 22 | 10 | Abandon All Hope                      | Porzuć wszelką nadzieję           | Sam Deats             | Warren Ellis | 5 marca 2020 |

## Sezon 4 (2021)
| Nr | #  | Tytuł                      | Polski tytuł                  | Reżyseria                    | Scenariusz   | Premiera /   |
| -- | -- | -------------------------- | ----------------------------- | ---------------------------- | ------------ | ------------ |
| 23 | 1  | Murder Wakes It Up         | To zaklęcie śmierci rozbudza  | Sam Deats                    | Warren Ellis | 13 maja 2021 |
| 24 | 2  | Having the World           | Kiedy będę miała cały świat   | Sam Deats                    | Warren Ellis | 13 maja 2021 |
| 25 | 3  | Walk Away                  | Idź dalej                     | Sam Deats                    | Warren Ellis | 13 maja 2021 |
| 26 | 4  | You Must Sacrifice         | Musisz się poświęcić          | Sam Deats                    | Warren Ellis | 13 maja 2021 |
| 27 | 5  | Back in the World          | Wróciłeś do żywych            | Sam Deats                    | Warren Ellis | 13 maja 2021 |
| 28 | 6  | You Don't Deserve My Blood | Nie zasługujecie na moją krew | Sam Deats                    | Warren Ellis | 13 maja 2021 |
| 29 | 7  | The Great Work             | To nasze wielkie dzieło       | Sam Deats                    | Warren Ellis | 13 maja 2021 |
| 30 | 8  | Death Magic                | Magia śmierci                 | Sam Deats                    | Warren Ellis | 13 maja 2021 |
| 31 | 9  | The Endings                | Koniec                        | Sam Deats                    | Warren Ellis | 13 maja 2021 |
| 32 | 10 | It's Been a Strange Ride   | To była dziwna przygoda       | Sam Deats, Amanda Sitareh B. | Warren Ellis | 13 maja 2021 |

## Odbiór

### Krytyka w mediach
Serial spotkał się z pozytywną reakcją krytyków. Oceny pierwszego sezonu w serwisie Rotten Tomatoes 80% ze 25 recenzji jest pozytywne, a średnia ocen wyniosła 7,4/10. Na portalu Metacritic średnia ocen z 5 recenzji wyniosła 71 punktów na 100.